# ماري أوغوستا ديكس غراي
ماري أوغوستا ديكس غراي (بالإنجليزية: Mary Augusta Dix Gray)‏ هي مبشرة ومُدرسة أمريكية، ولدت في 2 يناير 1810 في تشامبلاين في الولايات المتحدة، وتوفيت في 8 ديسمبر 1881 في كلاتسكسن في الولايات المتحدة.